# بوجاژه
بوجاژه (به لهستانی:  Budziarze) یک روستا در لهستان است که در گمینا بیشچا واقع شده‌است. بوجاژه ۴۶ نفر جمعیت دارد.